# Grupo de Estudios del Exilio Literario
Grupo de Estudios del Exilio Literario (GEXEL) es una reunión o colectivo de profesores, becarios e investigadores adscrito al Departamento de Filología Española de la UAB (Universitat Autònoma de Barcelona), fundado en 1993, cuyo objetivo es la promoción de la obra y la memoria de la producción literaria del exilio español.
Bajo la dirección de Manuel Aznar Soler, entre sus actividades se encuentran la organización de congresos internacionales, la convocatoria de seminarios y grupos de investigación, la publicación de libros, y el asesoramiento de tesis doctorales y a investigadores que preparan su trabajo de doctorado.

## Historia
El grupo se constituyó de forma oficial el 30 de enero de 1993, con la aprobación y publicación del Manifiesto preparado por sus miembros fundadores, y en el ámbito local del "Departament de Filologia Espanyola de la Universitat Autònoma" de Barcelona, declarando como «tarea prioritaria y urgente la reconstrucción de la memoria histórica, cultural y literaria del exilio español de 1939, tarea de evidentes implicaciones éticas y políticas. Cuando la guerra civil ya no es para la mayoría de la sociedad española sino un capítulo más en la historia del siglo xx, constatamos que en nuestra literatura parece no haber terminado».
El primer paso importante fue la organización del Primer Congreso Internacional sobre «El exilio literario español de 1939», celebrado en la mencionada universidad entre el 27 de noviembre y el 1 de diciembre de 1995, y cuyas Actas se publicaron en 1998. En febrero de ese año se desarrolló en la UAB un Seminario Internacional convocado conjuntamente con la Asociación para el Estudio de los Exilios y Migraciones Ibéricos Contemporáneos (AEMIC).
Mayor relevancia debe concederse quizá al Congreso Plural titulado «Sesenta años después», que se celebró a lo largo de todo el año 1999 en once comunidades autónomas.
Ya en el nuevo milenio, en la primavera del año 2002 transcurrió un Seminario Internacional sobre «Exilio e historia literaria» en el que intervinieron Carlos Blanco Aguinaga (Universidad de La Jolla, California, USA), Francisco Caudet (Universidad Autónoma de Madrid), José-Carlos Mainer (Universidad de Zaragoza) e Ignacio Soldevila (Université Laval, Quebec, Canadá). Y antes de concluir 2003, se reunieron más de cien ponencias dentro del Tercer Congreso Internacional sobre «Escritores, editoriales y revistas del exilio republicano de 1939».
Entre los trabajos en colaboración con otras entidades, puede destacarse en este tramo cronológico de actividades, la coordinación y edición del número 329 (julio-agosto de 2009) de la revista Primer Acto, número monográfico sobre «1939-2009. El exilio teatral republicano». Otro capítulo importante fue el homenaje a José Martín Elizondo, dentro del ciclo dedicado al exilio teatral republicano de 1939 en la primera sesión del Cuarto Congreso Internacional «El exilio republicano de 1939 y la segunda generación». A partir de los objetivos de ese Cuarto Congreso, y a lo largo del año 2009, se celebraron veinte reuniones internacionales.
Con la colaboración de "Renacimiento", en 2006 se publicó en Sevilla Escritores, editoriales y revistas del exilio republicano de 1939, como parte del material del Tercer Congreso Internacional sobre Escritores, Editoriales y Revistas del Exilio Republicano de 1939, organizado por GEXEL, y celebrado entre el 17 y el 21 de diciembre de 2003.
En octubre del año 2009, y en un trabajo conjunto con la Real Escuela Superior de Arte Dramático (RESAD) de Madrid, se desarrollaron unas Jornadas sobre el exilio teatral republicano de 1939, setenta años después. El contenido fue publicado en dos números sucesivos de la revista "Acotaciones" (enero-junio de 2010 y julio-diciembre de 2010).
En colaboración con Hamaika Bide Elkartea, en el capítulo de las publicaciones, en 2012 se entregó el primer volumen del proyecto Escena y literatura dramática en el exilio republicano de 1939: José Ángel Ascunce Arrieta, Idoia Gereñu Odriozola y Mari Karmen Gil Fombellida. El teatro del exilio vasco de 1936.
Diversas jornadas de encuentros se distribuyeron a lo largo de 2013 en el campus de Bellaterra, como los homenajes a Manuel Andújar y Segundo Serrano Poncela (luego publicados por la Diputación de Jaén); o el Coloquio Internacional «José Bergamín: entre literatura y política» (con el «Groupe de Recherches Résistances et Exiles» de la «Université de Paris Ouest Nanterre La Défense»), publicado por las Prensas Universitarias de Nanterre; o el Coloquio Internacional «Judaísmo y exilio republicano de 1939», cuyos materiales se publicaron durante el año 2014.
También en Barcelona y ya en el otoño de ese 2013 tuvieron lugar las Cuartas Jornadas sobre «Escena y literatura dramática en el exilio republicano de 1939», y el Quinto Congreso Internacional dedicado al tema «El exilio republicano de 1939. Viajes y retornos». En enero del siguiente año, y en colaboración con la Universidad de Gante y el grupo InGenArte, se monta el coloquio Género e Identidad Femenina en el Exilio Republicano: Las Escritoras Españolas en México. Un mes después, febrero de 2014, se monta un Homenaje a Antonio Machado con el apoyo del Instituto Francés de Barcelona. Y en junio de ese mismo año, se organiza el coloquio Geografías Literarias de Max Aub en colaboración con el Instituto Cervantes de París y la «Université Paris Ouest Nanterre La Défense». Se cerró 2014 con una jornada de Homenaje a México.

## Monografías del grupo
De entre la abundante bibliografía producida, pueden citarse como muestra algunas de la monografías dedicadas al “exilio literario de 1939”, como las publicadas entre 1997 y 2000: 

Número monográfico de Taifa dedicado al exilio en México «El exilio literario español en América», Guaraguao, Barcelona; «La literatura del exilio republicano de 1939», Ojáncano, The University of North Carolina-The University of Georgia (1997 - 1998); «El exilio español en México (1939-1977)», Taifa, Barcelona (1997); «60 años después: Las literaturas del exilio republicano español de 1939», en el número 627 de la revista Ínsula (marzo de 1999); y «Las literaturas del exilio republicano de 1939», que publicó editorial Renacimiento en 2000.

## Proyectos financiados
Durante el año 1993, y con la ayuda del Ministerio de Cultura, GEXEL organizó las llamadas "Presencias literarias en la Universidad", ciclo dedicado al exilio literario español de 1939, en el que participaron, en con la participación de Rosa Chacel, Virgilio Botella Pastor y Eugenio Granell, entre otros. En diciembre de ese mismo y como homenaje a Max Aub, se celebró asimismo el Primer Simposio sobre El exilio literario español de 1939. Ya en octubre de 1994 la Dirección General de Investigación Científica y Técnica del Ministerio de Educación y Ciencia aprobó la financiación del proyecto de investigación y preparación de un Diccionario bio-bibliográfico de los escritores del exilio español de 1939 en Argentina y México. Un trabajo similar, el Diccionario bio-bibliográfico de los escritores, editoriales y revistas del exilio español de 1939 en Francia y Cuba, fue financiado por el Ministerio de Educación y Cultura y desarrollado entre octubre de 1997 y octubre del 2000. Más tarde, el proyecto de investigación otro Diccionario bio-bibliográfico de los escritores, editoriales y revistas del exilio republicano español de 1939 en Inglaterra, Unión Soviética y resto de América, desarrollado entre los meses de octubre de 2000-2003, sería financiado por el Ministerio de Ciencia y Tecnología. 
Será entre octubre de 2007 y hasta el 30 de septiembre de 2010 cuando se desarrolle el proyecto de investigación titulado Escena y literatura dramática en el exilio republicano de 1939, con fondos del Ministerio de Educación y Ciencia. Y ya entre 2011 y 2013 el Ministerio de Ciencia e Innovación financiaría otro proyecto dedicado a la "Escena y literatura dramática en el exilio republicano de 1939: final". Y entre enero de 2014 y hasta el 31 de diciembre de 2016 el Ministerio de Economía y Competitividad financió un nuevo proyecto sobre "La historia de la literatura española y el exilio republicano de 1939".